# Manuel Ribas Mundó
Manuel Ribas i Mundó (Salamanca, 13 de març de 1937- Barcelona, 2010) va ser metge i catedràtic de patologia clínica a la Universitat Autònoma de Barcelona (UAB) des del 1979 fins a la jubilació i cap del Departament de Medicina de l'Hospital Germans Trias i Pujol de Badalona.
Era fill i net de metges. El seu pare, Antoni Ribas i Casas, era otorrinolaringòleg, i el seu avi, Manuel Ribas i Perdigó, havia estat internista i president de la Reial Acadèmia de Medicina de Barcelona.

## Formació acadèmica
Va anar a escola als Jesuïtes de Sarrià, i fou premi extraordinari de batxillerat el 1953. Després va estudiar medicina a Barcelona, a la Facultat de Medicina de la Universitat de Barcelona, on fou premi extraordinari de llicenciatura, 1960, i premi extraordinari de doctorat, 1967. Es formà a l'Hospital Clínic, a l'Escola de Medicina Interna de la Clínica Mèdica A, dirigida per Agustí Pedro i Pons. Va estar dos anys de formació en medicina interna, a Freiburg im Bresgau (1963-64) i a Zürich (1964-65). Tornà a Barcelona i s'especialitzà en Hematologia dins del grup de treball i l'Escola d'Hematologia dirigit per Pere Farreras Valentí. El 1967 va guanyar una beca Fulbright, que li va permetre anar de resident d'Hematologia al Massachusetts General Hospital, i a la Universitat Harvard, a Boston del 1968 al 1970. El febrer del 1968 li fou lliurat el Premi de la Fundació Rafael Cusí i el Premi Ciutat de Barcelona, el d'inverstigació (ciència) per l'obra Cultivos de leucocitos in vitro; dinámica del cultivo, síntesis del DNA y estudios cromosómicos

## Trajectòria professional
De tornada a Barcelona, va ser professor agregat, interí, d'Hematologia a la Facultat de Medicina de Barcelona, a la càtedra que dirigia el professor Ciril Rozman. El 1973, en jubilar-se Máximo Soriano i Jiménez, el va substituir a la Clínica Mèdica B. Durant dos anys va ser cap d'estudis de la Facultat de Medicina i cap de la Unitat de Recuperació Hematològica de l'Hospital Clínic. El 1974 va guanyar la plaça de professor agregat numerari de Patologia i Clínica Mèdiques (Hematologia). El 1976 va guanyar la càtedra de Patologia i Clínica Mèdiques de Santiago de Compostela, que ocupà dos anys. El 1977 va guanyar la càtedra de la mateixa matèria a la Universitat Autònoma de Barcelona, i va ser cap del Departament de Medicina Interna de l'Hospital Germans Trias i Pujol de Badalona. Va estar vinculat a l'Hospital de Can Ruti des dels seus orígens, en l'estudi de la seva ubicació i del funcionament de l'Hospital, passant per l'obertura de l'Hospital el 1983 fins a la seva jubilació el 2007.
Va tenir una brillant trajectòria científica, i era un dels científics més ben formats del nostre país. Era un expert hematòleg i oncòleg mèdic i també internista. Era també expert en genètica i va ser pioner en el trasplantament de medul·la òssia, així com en el desenvolupament de l'oncohematologia.
Va ser secretari general de l'Acadèmia de Ciències Mèdiques de Catalunya i de Balears, membre fundador del Consejo Nacional de Oncología Médica el 1979, President de la Societat Catalana d'Hematologia i Hemoterapia entre el 1987 i 1991, i membre corresponent la Reial Acadèmia de Medicina de Catalunya des de l'any 1993.

### L'obra científica
Manuel Ribas va ser autor, i coautor, de molts treballs, tant en el camp de la medicina interna com de l'hematologia, publicats en revistes d'impacte internacional, així com més d'una dotzena de capítols de llibres, entre ells els de Gammapatias monoclonales i Linfomas malignos, del tractat de Patologia Mèdica dirigit per A. Pedro i Pons (edició de 1976), o també Metabolismo y Nutrición, a la Medicina Interna de Farreras-Rozman (1979).
El seu primer treball va ser a la revista Medicina Clínica (MC) l'any 1961, sobre Aneurismas congénitos intracraneales, juntament amb A. Solé Llenas, Antoni Caralps i Agustí Codina. En el conjunt dels seus primers deu anys de llicenciat, fins al 1970 publica 42 treballs, d'ells 25 a Medicina Clínica. I també hi ha una bona representació en revistes de fora, nou treballs, entre ells tres a The Lancet (1965, 1967, 1969), Blood, i Acta Haematologica.
Cal destacar els seus estudis de laboratori sobre la síntesis d'ADN en leucòcits en cultius de laboratori, publicats en la revistes Experimental Cell Research i Blood, els dos a l'any 1966 i amb Ribas Mundó com a l'únic autor. També s'han de destacar les seves publicacions a European Journal of Cancer i Cancer Clinical Trials, els dos al 1979, sobre els limfomes no-Hodgkinians amb els professors de la Universitat Stanford, Saul A. Rosenberg i Henry Kaplan.
Fins a 1990 el seu currículum aporta 125 articles en revistes científiques, tant de fora (Acta Haematologica, 4; Cancer, JAMA i altres) com a Medicina Clínica, Sangre i Annals de Medicina.
La llista de persones amb qui va publicar treballs en col·laboració és molt important. Potser el més representatiu fos un article llarg a Medicina Clínica (1964, 43, 215-218), amb el títol Trombocitemias y trombocitosis, signat per Agustí Pedro i Pons, Pere Farreras, Ciril Rozman, Manuel Ribas-Mundó, Jordi Sans i Ricard Castillo.
Els seus èxits en docència es demostren en guanyar quatre oposicions a Catedràtic de Medicina abans de complir els 40 anys i haver format a varies generacions d'estudiants de medicina i residents interessats en hematologia i oncologia mèdica. Va aplicar la seva experiència en docència i recerca clínica al tractament de malalts, ja que el seu interès principal va ser sempre el diagnòstic i tractament de malalts amb les afeccions més complicades.